# Campionati mondiali di beach volley 2017
Il Campionato del mondo di beach volley 2017 si è svolto dal 28 luglio al 6 agosto 2017 a Vienna, in Austria. Si tratta dell'undicesima edizione del Torneo, che ha visto coinvolti nello stesso luogo sia uomini che donne.

## Podi

### Uomini
| Evento                     | Oro                                  | Argento                                 | Bronzo                                      |
| Torneo maschile (dettagli) | Brasile Evandro Oliveira André Stein | Austria Clemens Doppler Alexander Horst | Russia Vjačeslav Krasil'nikov Nikita Liamin |

### Donne
| Evento                      | Oro                                    | Argento                                | Bronzo                                |
| Torneo femminile (dettagli) | Germania Laura Ludwig Kira Walkenhorst | Stati Uniti April Ross Lauren Fendrick | Brasile Larissa França Talita Antunes |

## Medagliere

### Medagliere complessivo
| Posiz. | Nazione     | Oro | Argento | Bronzo | Totale |
| ------ | ----------- | --- | ------- | ------ | ------ |
| 1      | Brasile     | 1   | 0       | 1      | 2      |
| 2      | Germania    | 1   | 0       | 0      | 1      |
| 3      | Austria     | 0   | 1       | 0      | 1      |
| 3      | Stati Uniti | 0   | 1       | 0      | 1      |
| 5      | Russia      | 0   | 0       | 1      | 1      |
| Total  | Total       | 2   | 2       | 2      | 6      |